# Michel Callon
Michel Callon (* 1945 in Frankreich; † 28. Juli 2025) war ein französischer Soziologe. Seine Arbeiten verknüpften Wissenschafts- und Techniksoziologie. Er erlangte zusammen mit Bruno Latour, John Law und Madeleine Akrich als Mitbegründer der Akteur-Netzwerk-Theorie internationale Bekanntheit. Er war Professor für Soziologie an der École Nationale Supérieure des Mines in Paris (Centre de sociologie de l’innovation, CSI). Im Jahr 2002 erhielt er den John Desmond Bernal Prize der Society for Social Studies of Science.

## Leben
Callon absolvierte eine Ausbildung zum Ingenieur an der École des Mines de Paris und erwarb anschließend ein postgraduales Diplom in Wirtschaftswissenschaften.
Ende der 1960er-Jahre trat er dem Centre de sociologie de l’innovation (CSI) an seiner Alma Mater bei. Gemeinsam mit Jean‑Pierre Vignolle und Antoine Hennion untersuchte er dort die Kontroversen um Elektrofahrzeuge und entwickelte dabei einen übersetzungsbasierten Zugang zur Innovation. 1982 übernahm Callon die Leitung des CSI, das er durch gezielte Rekrutierungen, klare Forschungsprogramme und erfolgreiche Drittmittelakquise zu einem führenden STS‑Institut ausbaute. In dieser Funktion holte er Bruno Latour an das Zentrum, mit dem er die Feldstudie La science telle qu’elle se fait veröffentlichte.
Ende der 1990er-Jahre wurde Callon Präsident der Society for Social Studies of Science (4S). Für seine wissenschaftlichen Leistungen zeichnete ihn die 4S im Jahr 2002 mit dem Bernal Prize aus, und der französische CNRS verlieh ihm 2007 die Silbermedaille.
Anlässlich seines Ausscheidens aus dem aktiven Dienst organisierte das CSI am 17. Dezember 2010 eine Abschiedskonferenz, deren Beiträge im Sammelband Débordements erschienen. Callon blieb auch nach seiner Pensionierung wissenschaftlich aktiv und veröffentlichte bis kurz vor seinem Tod am 28. Juli 2025.

## Wirken
In seinem Aufsatz Some Elements of a Sociology of Translation (1984) formulierte Callon die „vier Momente der Übersetzung“ und zeigte am Beispiel der Jakobsmuschelfischer von Saint‑Brieuc, wie menschliche und nicht‑menschliche Akteure Netzwerke bilden. Diese Arbeit legte den Grundstein für die zusammen mit Bruno Latour, John Law und Madeleine Akrich ausgearbeitete Akteur‑Netzwerk‑Theorie. Früh kombinierte Callon qualitative Feldforschung mit scientometrischen Verfahren und entwickelte gemeinsam mit Jean‑Pierre Courtial die Co‑Word‑Analyse zur Untersuchung wissenschaftlicher Dynamiken. Im Text Society in the Making argumentierte er, dass die Analyse technologischer Entwicklungsprozesse ein zentrales Werkzeug soziologischer Theoriebildung ist.
Mit dem von ihm herausgegebenen Band The Laws of the Markets leitete er 1998 eine Forschungstradition ein, die Märkte als soziotechnische Arrangements (agencements marchands) begreift. In seiner Einführung zu diesem Band betonte Callon, dass ökonomische Theorien selbst an der Hervorbringung der Märkte beteiligt sind. Den Gedanken der Performativität vertiefte er 2006 in dem Aufsatz What Does it Mean to Say that Economics is Performative?, in dem er zeigte, wie ökonomische Modelle Handlungen koordinieren und damit Wirklichkeit erzeugen. Gemeinsam mit Yuval Millo und Fabian Muniesa hob er in Market Devices (2007) die Rolle materieller und kalkulativer Artefakte für die Marktorganisation hervor. In L’emprise des marchés (2017) plädierte Callon dafür, die Tugenden von Märkten durch eine institutionelle Entkopplung vom Kapitalismus wiederzubeleben.
Darüber hinaus untersuchte er zusammen mit Vololona Rabeharisoa in Le pouvoir des malades (1999) sowie mit Yannick Barthe und Pierre Lascoumes in Acting in an Uncertain World (2011), wie Laienexpertise demokratische Entscheidungsprozesse erweitern kann. Als Vorsitzender des von der Atommüllagentur ANDRA eingerichteten COESDIC moderierte er den Dialog zwischen Behörden, Wissenschaft und Zivilgesellschaft über ein tiefengeologisches Endlager. In einem Interview aus dem Jahr 2005 kritisierte Callon zentrale staatliche Industrieprogramme und warnte vor der Fällung technologischer Entscheidungen ohne öffentliche Debatte.
Callon betreute zahlreiche Nachwuchswissenschaftlerinnen und ‑wissenschaftler und beeinflusste damit Generationen in STS und Wirtschaftssoziologie.

## Schriften (Auswahl)
- mit John Law und Arie Rip (Hgg.), Mapping the Dynamics of Science and Technology, MacMillan, 1986.
- La Science et ses réseaux. Genèse et circulation des faits scientifiques, Paris, La Découverte; Unesco; Strasbourg, Conseil de l’Europe, « Textes à l’appui. Anthropologie des sciences et des techniques », 1989. ISBN 2-7071-1808-7
- mit Bruno Latour (Hgg.), La Science telle qu’elle se fait. Anthologie de la sociologie des sciences de langue anglaise, Paris, La Découverte, « Textes à l’appui. Anthropologie des sciences et des techniques », 1991. ISBN 2-7071-1998-9
- mit Jean-Pierre Courtial und Hervé Penan, La Scientométrie, Paris, Presses universitaires de France, « Que sais-je ? », 1993. ISBN 2-13-045249-3
- mit Philippe Larédo und Philippe Mustar, La Gestion stratégique de la recherche et de la technologie. L'évaluation des programmes, Paris, Economica, « Innovation », 1995. ISBN 2-7178-2853-2
- (Hg.), The Laws of the Markets, Oxford, Blackwell, « Sociological review monograph series », 1998. ISBN 0-631-20608-6
- Réseau et coordination, Economica, 1999.
- mit Vololona Rabeharisoa, Le Pouvoir des malades. L’association française contre les myopathies et la recherche, Paris, Presses de l’École des mines, « Sciences économiques et sociales », 1999. ISBN 2-911762-17-7
- mit Pierre Lascoumes und Yannick Barthe, Agir dans un monde incertain. Essai sur la démocratie technique, Paris, Éditions du Seuil, « La couleur des idées », 2001. ISBN 2-02-040432-X
- mit Madeleine Akrich und Bruno Latour (Hg.), Sociologie de la traduction : textes fondateurs, Paris, Mines Paris, les Presses, « Sciences sociales », 2006. ISBN 2-911762-75-4
- mit Yuval Millo und Fabian Muniesa (Hg.), Market devices, Oxford, Blackwell publications, « Sociological review monographs », 2007. ISBN 978-1-4051-7028-4